# Ratko Žarić

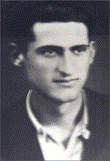
Ratko Žarić

Ratko Žarić (kyrillisch Ратко Жарић; * 1913 in Nikšić; † 4. Juni 1943 in Cetinje) war ein jugoslawischer Kommunist und Partisan gegen die italienische Besatzung.

## Herkunft und Widerstand
Er stammte aus einer Lehrerfamilie, der Vater war Schulleiter in Nikšić. Immatrikuliert an der Universität Belgrad, Fakultät für Naturwissenschaften und Mathematik, nahm er als Student an Demonstrationen gegen das diktatorische Königreich Jugoslawien teil und trat der Kommunistischen Partei Jugoslawiens, KPJ, bei.
Nach der Besetzung und Auflösung Jugoslawiens durch Deutschland und Italien im April 1941 ging er nach Nikišić zurück und schloss sich der kommunistischen Volksbefreiungsarmee an. Er beteiligte sich an bewaffneten Aktionen. Im Auftrag der Partei nahm er 1942 Kontakt auf mit der für Montenegro zuständigen Italienischen Geheimpolizei, der Organizacija za Budnosti i Suzbijanju Protivfašizma, OBSPa, um als Maulwurf in den Dienst einzudringen und der Partei als Informant zu dienen. Er wurde eingestellt, besuchte einen Ausbildungskurs in Shkodra und ging dann zurück in die Berge um Nikišić. Dort fälschlicherweise von Partisanen gefangen genommen, wurde er zum Geheimdienst zurückgeschickt.

## Gefangennahme und Hinrichtung
Nach seiner Rückkehr wurde seine Informantentätigkeit entdeckt. Er konnte fliehen und beteiligte sich an einer bewaffneten Partisanenaktion im Javorak-Gebiet, einer Bergregion in der Nähe von Nikišić. Auf dem Rückzug der Partisanen nach Bosnien erkrankte er schwer und wurde in einer Hütte zurückgelassen. Sein Versteck wurde an Tschetniks verraten, die ihn verhafteten und den Italienern übergaben. Diese brachten ihn zuerst nach Podgorica, dann ins Zentralgefängnis nach Cetinje, wo ihn am 4. Juni 1943 ein italienisches Militärgericht zum Tode verurteilte und am selben Tag füsilieren ließ. In seinem Abschiedsbrief schrieb er:

“Mi torturarono […], ero ammalato, affamato, esausto e una febbre alta mi teneva in istato d’incoscienza. Ero solo e nessuno mi soccorreva.”

„Sie haben mich gefoltert […], ich war krank, hungrig, erschöpft und hohes Fieber hielt mich in einem Zustand der Bewusstlosigkeit. Ich war allein und niemand half mir.“

## Gedenkorte
- Benennung einer Grundschule (Osnovna Škola) am 18. September 1959 in Nikšic, Ulica Njegoševa 16, Website: "OŠ "Ratko Žarić" mit weiteren Informationen zu Ratko Zaric.
- Inschrift mit Zitat aus seinem Abschiedsbrief und Kurzbiographie in mehreren Sprachen am Denksmal Monumento alla Resistenza europea in Como:

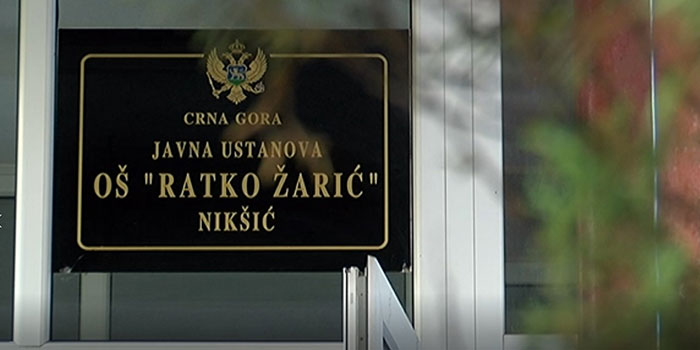
Eingangstür der Grundschule in Nikšic
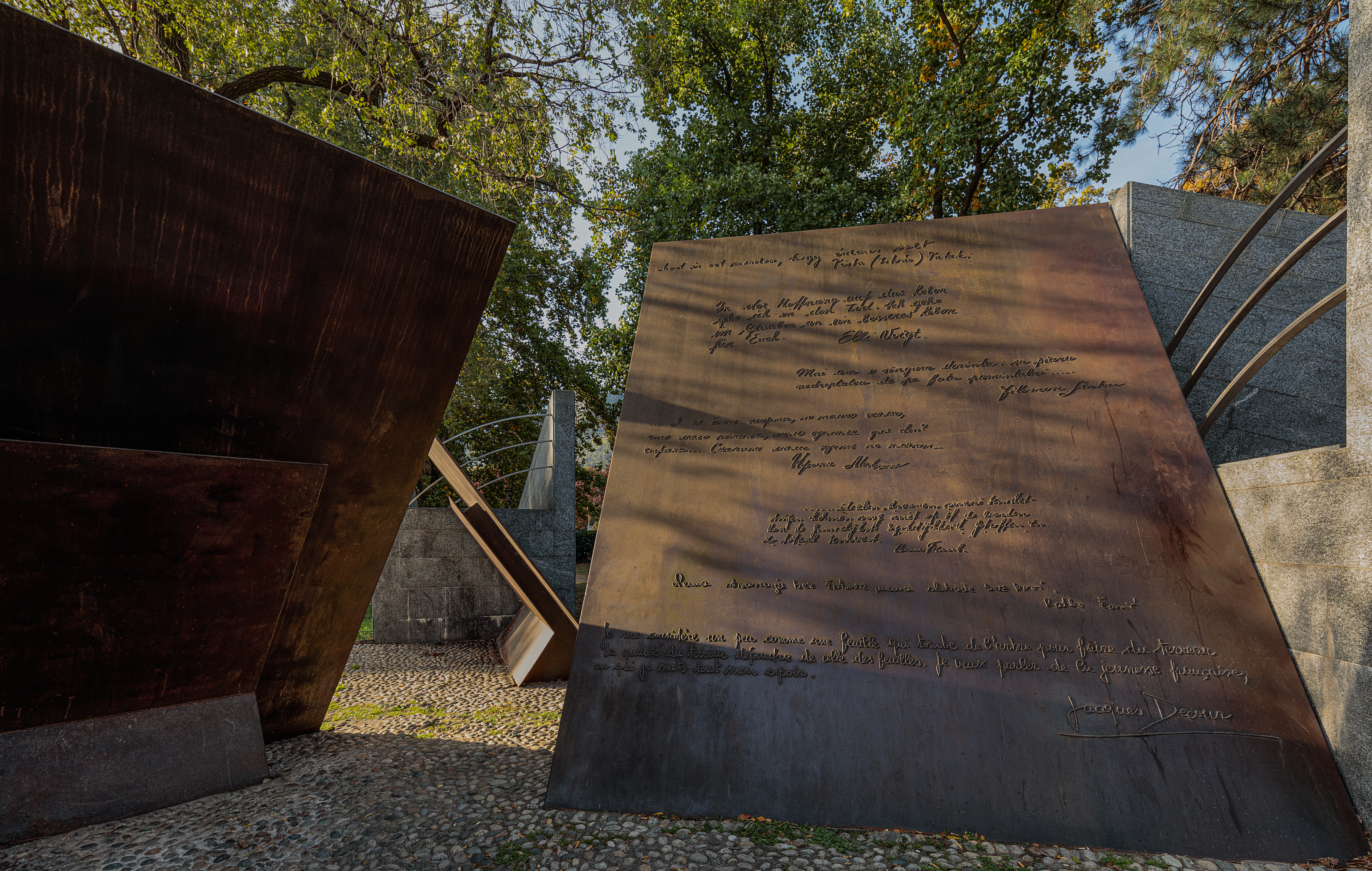
Gedenktafel in Como